# Moehringia intermedia
Moehringia intermedia là loài thực vật có hoa thuộc họ Cẩm chướng. Loài này được (Loisel.) Panizzi mô tả khoa học đầu tiên năm 1889.